# غاو مردة (حومة بم)
غاو مردة (بالفارسية: گاومرده) هي قرية تقع في إيران في منطقة مركزية ريفية. يقدر عدد سكانها بـ 119 نسمة بحسب إحصاء 2016.